# 長根信号場
長根信号場（ながねしんごうじょう）は、岩手県滝沢村（現・滝沢市）にあった、日本国有鉄道東北本線（現・いわて銀河鉄道線）の信号場である。

## 歴史
- 1944年（昭和19年）10月11日：信号場として開業。
- 1967年（昭和42年）9月15日：滝沢駅が東へ100 m移転と同時に当信号場 - 渋民駅間の線路付け替え。
- 1968年（昭和43年）4月26日：厨川駅 - 滝沢駅間の複線化に伴い廃止。

## 構造
いわゆる戦時型信号場で、厨川駅より3.4 kmの地点に、滝沢駅から2.9 kmの地点にあった交換型信号場。1968年4月に厨川駅 - 滝沢駅間の複線化と同時に廃止された。

## 現況
いわて銀河鉄道線に2006年3月に開業した巣子駅が当信号場の1.2 km北方に位置する。当信号場の廃止から40年以上経過していること、またその間に東北新幹線盛岡駅 - 八戸駅間延伸開業が行われ下り線に平行して新幹線線路が敷設されているため、当信号場 - 渋民駅間の旧線とあわせて面影はほとんど残っていない。

## 隣の施設
日本国有鉄道
東北本線
厨川駅 - 長根信号場 - 滝沢駅